# Manuel Bandeira
Manuel Carneiro de Sousa Bandeira Filho (Recife, 19 de abril de 1886 – Rio de Janeiro, 13 de outubro de 1968) foi um poeta, crítico literário e de arte, professor de literatura e tradutor brasileiro, considerado um dos maiores expoentes da poesia brasileira e uma figura-chave do modernismo no Brasil. Sua obra poética, marcada pelo seu sofrimento decorrente da tuberculose, notabilizou-se pelo emprego do verso livre, pela oralidade e pela coloquialidade, e frequentemente abordava o erotismo, o pessimismo, a liberdade e a morte.
Iniciou sua atividade literária pelo simbolismo, onde se destacou por poemas como Desencanto. Posteriormente, aproximou-se das vanguardas europeias e da poesia moderna, tendo seu poema Os Sapos sido recitado na abertura da Semana de Arte Moderna de 1922. Em 1930 publicou o livro Libertinagem, consagrado por poemas como Poética e Vou-me embora pra Pasárgada e considerado um marco de divisão entre a primeira e a segunda geração modernista brasileira. Nos anos seguintes, persistiu na produção literária e acadêmica até a sua morte em 1968.

## Vida

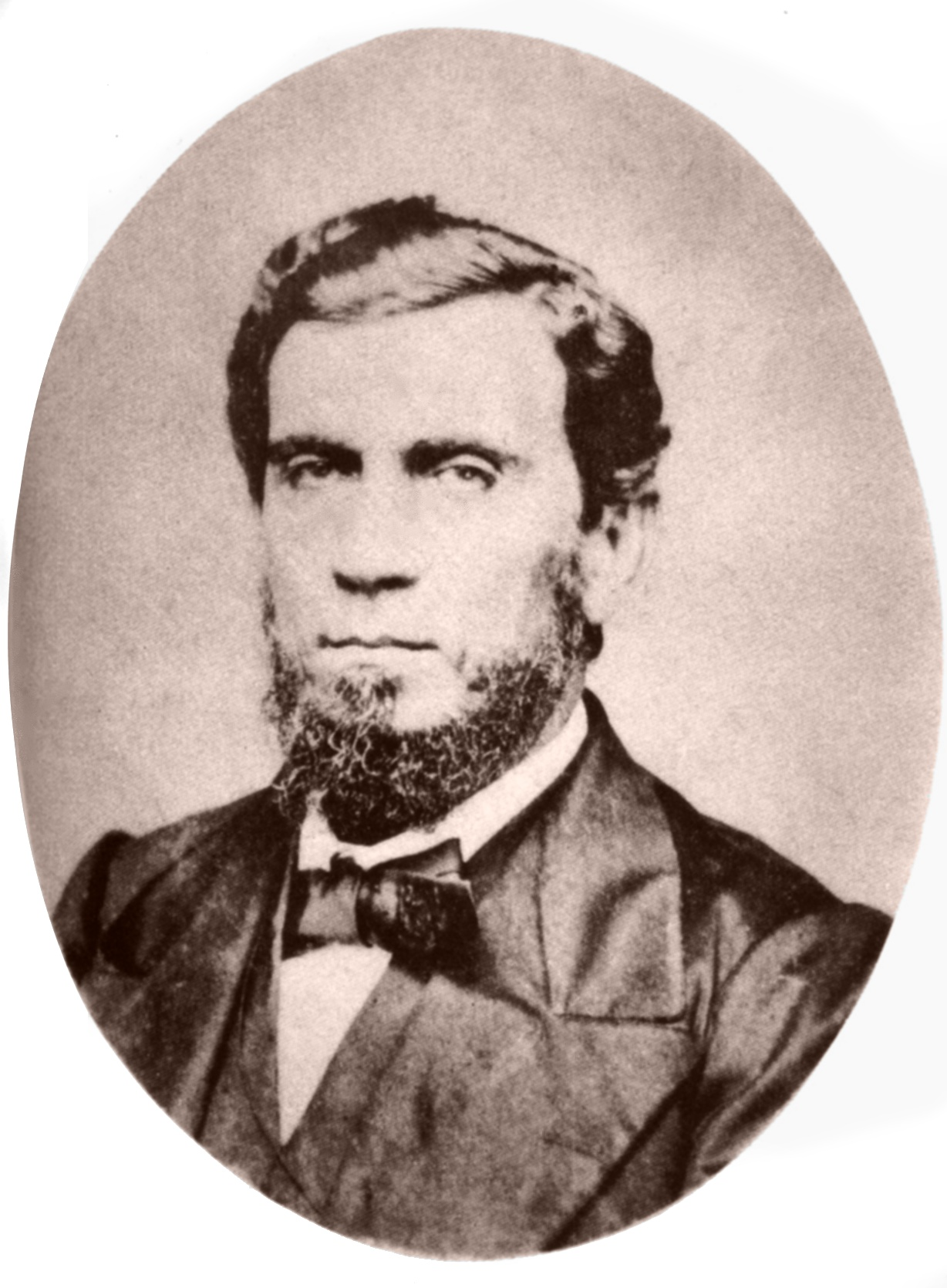
Antônio Herculano de Sousa Bandeira, avô do poeta.

Filho do engenheiro Manuel Carneiro de Sousa Bandeira e de sua esposa Francelina Ribeiro de Sousa Bandeira, era neto paterno de Antônio Herculano de Sousa Bandeira, advogado, professor da Faculdade de Direito do Recife e deputado geral na 12ª legislatura. Tendo dois tios reconhecidamente importantes, sendo um, João Carneiro de Sousa Bandeira, que foi advogado, professor de Direito e membro da Academia Brasileira de Letras e o outro, Antônio Herculano de Sousa Bandeira Filho, que era o irmão mais velho de seu pai e foi advogado, procurador da coroa, autor de expressiva obra jurídica e foi também Presidente das Províncias da Paraíba e de Mato Grosso. Seu avô materno era Antônio José da Costa Ribeiro, advogado e político, deputado geral na 17ª legislatura. Costa Ribeiro era o avô citado em "Evocação do Recife". Sua casa na rua da União é referida no poema como "a casa de meu avô".
No Rio de Janeiro, para onde viajou com a família, em função da profissão do pai, engenheiro civil do Ministério da Viação, estudou no Colégio Pedro II (Ginásio Nacional, como o chamaram os primeiros republicanos). Foi aluno de Silva Ramos, de José Veríssimo e de João Ribeiro, e teve como condiscípulos Álvaro Ferdinando Sousa da Silveira, Antenor Nascentes, Castro Menezes, Lopes da Costa, Artur Moses.
Em 1903, terminou o curso de Humanidades, a família se muda para São Paulo, onde iniciou o curso de arquitetura na Escola Politécnica de São Paulo, que interrompeu por causa da tuberculose (1904). Para se tratar buscou repouso em Campanha, Teresópolis e Petrópolis. Com a ajuda do pai que reuniu todas as economias da família foi para a Suíça, onde esteve no Sanatório de Clavadel, onde permaneceu de junho de 1913 a outubro de 1914, onde teve como colega de sanatório o poeta Paul Eluard. Em virtude do início da Primeira Guerra Mundial, volta ao Brasil. Ao regressar, iniciou na literatura, publicando o livro "A Cinza das Horas", em 1917, numa edição de 200 exemplares, custeada por ele mesmo. Dois anos depois, publica seu segundo livro, "Carnaval".
Em 1935, foi nomeado inspetor federal do ensino. Em 1936 foi publicada a "Homenagem a Manuel Bandeira", coletânea de estudos sobre sua obra, assinada por alguns dos maiores críticos da época, alcançando assim a consagração pública. De 1938 a 1943, foi professor de literatura no Colégio Pedro II. Em 1940 foi eleito membro da Academia Brasileira de Letras. Posteriormente, nomeado professor de Literaturas Hispano-Americanas na Faculdade de Filosofia da Universidade do Brasil, cargo do qual se aposentou, em 1956.
Manuel Bandeira faleceu no dia 13 de outubro de 1968, com hemorragia gástrica, aos 82 anos de idade, no Rio de Janeiro, e foi sepultado no túmulo 15 do mausoléu da Academia Brasileira de Letras, no Cemitério São João Batista.

### Academia Brasileira de Letras
Foi eleito para a Academia Brasileira de Letras, onde foi o terceiro ocupante da cadeira 24, cujo patrono é Júlio Ribeiro. Sua eleição ocorreu em 29 de agosto de 1940, sucedendo Luís Guimarães Filho, e foi recebido pelo acadêmico Ribeiro Couto em 30 de novembro de 1940.

## Obra

Manuel Bandeira em 1955.

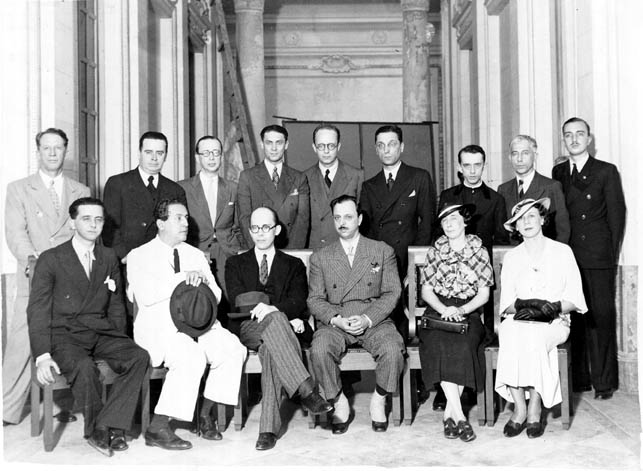
Manuel Bandeira (3º da esquerda para direita em pé), Alceu Amoroso Lima (5ª posição) e Dom Hélder Câmara (7ª) e sentados (da esquerda para direita), Lourenço Filho, Roquette-Pinto e Gustavo Capanema. Rio de Janeiro, 1936.

### Estilo

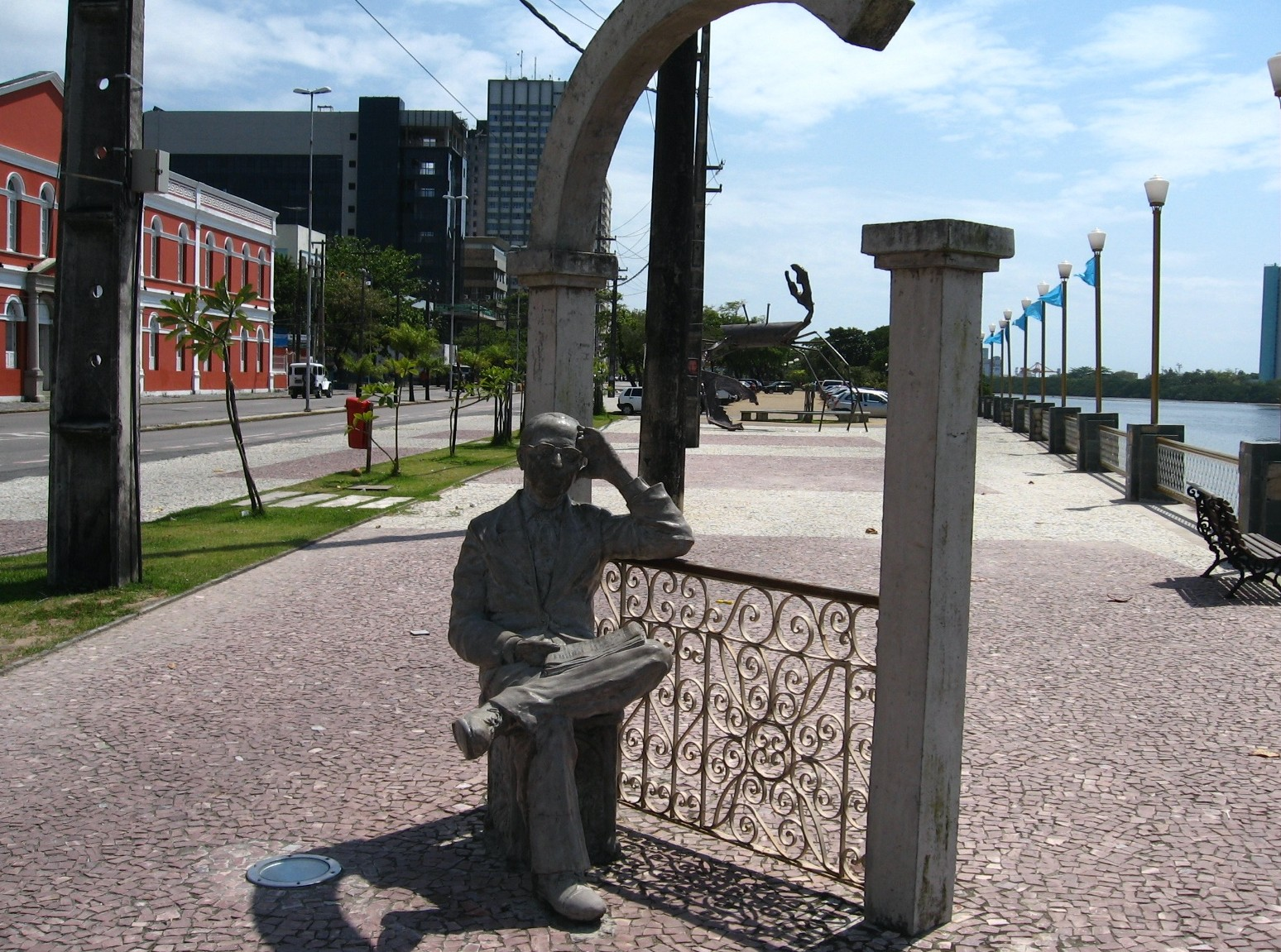
Estátua de Manuel Bandeira na Rua da Aurora no Recife, Pernambuco, 2007.

O estilo de Bandeira é simples e direto, embora não compartilhe da dureza de poetas como João Cabral de Melo Neto, também pernambucano. Aliás, numa comparação entre as obras de Bandeira e João Cabral, vê-se que este, ao contrário daquele, visava a purgar de sua obra o lirismo. Bandeira foi um poeta lírico, embora tenha escrito "Estou farto do lirismo comedido / Do lirismo bem comportado". A temática de sua poesia envolve o cotidiano e o universal, às vezes com uma abordagem de "poema-piada", lidando com formas e inspiração que a tradição acadêmica considerava vulgares. Mesmo assim, conhecedor da Literatura, utilizou-se, em temas cotidianos, de formas colhidas nas tradições clássicas e medievais. Em sua obra de estreia (e de curtíssima tiragem) estão composições poéticas rígidas, sonetos em rimas ricas e métrica perfeita, na mesma linha onde, em seus textos posteriores, encontramos composições como o rondó e trovas.
É comum encontrar poemas (como "Poética", do livro Libertinagem) que se transformaram em um manifesto da poesia moderna. No entanto, suas origens estão na poesia parnasiana. Foi convidado a participar da Semana de Arte Moderna de 1922, embora não tenha comparecido, deixou um poema seu (Os Sapos) para ser lido no evento.
Uma certa melancolia, associada a um sentimento de angústia, permeia sua obra, em que procura uma forma de sentir a alegria de viver. Doente dos pulmões, Bandeira sofria de tuberculose e sabia dos riscos que corria diariamente, e a perspectiva de deixar de existir a qualquer momento é uma constante na sua obra.
A imagem de bom homem, terno e em parte amistoso que Bandeira aceitou adotar no final de sua vida tende a produzir enganos: sua poesia, longe de ser uma pequena canção terna de melancolia, está inscrita em um drama que conjuga sua história pessoal e o conflito estilístico vivido pelos poetas de sua época. Cinza das Horas apresenta a grande tese: a mágoa, a melancolia, o ressentimento enquadrados pelo estilo mórbido do simbolismo tardio. Carnaval, que virá logo após, abre com o imprevisível: a evocação báquica e, em alguns momentos, satânica do carnaval, mas termina em plena melancolia. Essa hesitação entre o júbilo e a dor articular-se-á nas mais diversas dimensões figurativas. Se em Libertinagem, seu quarto livro, a felicidade aparece em poemas como "Vou-me embora pra Pasárgada", onde é questão a evocação sonhadora de um país imaginário, o pays de cocagne, onde todo desejo, principalmente erótico, é satisfeito, não se trata senão de um alhures intangível, de um locus amenus espiritual. Em Bandeira, o objeto de anseio estará sempre envolto em névoas e fora do alcance. Lançando mão do tropo português da "saudade", poemas como Vou-me embora pra Pasárgada e tantos outros encontram um símile na nostálgica rememoração bandeiriana da infância, da vida de rua, do mundo cotidiano das provincianas cidades brasileiras do início do século. O inapreensível é também o feminino e o erótico. Dividido entre uma idealidade simpática às uniões diáfanas e platônicas e uma carnalidade voluptuosa, Manuel Bandeira é, em muitos de seus poemas, um poeta da culpa. O prazer não se encontra ali na satisfação do desejo, mas na excitação da algolagnia do abandono e da perda. Em Ritmo Dissoluto, seu terceiro livro, o erotismo, tão mórbido nos dois primeiros livros, torna-se anseio maravilhado de dissolução no elemento líquido marítimo, como é o caso de Na Solidão das Noites Úmidas.
Esse drama silencioso surpreende mesmo em poemas "ternos", quando inesperadamente encontram-se, como é o caso dos poemas jornalísticos de Libertinagem, comentários mordazes e sorrateiros interrompendo a fluência ingênua de relatos líricos, fazendo revelar todo um universo de sentimentos contraditórios.
Em Estrela da Manhã, Lira dos Cinquent'anos e outros livros, as experiências da primeira fase darão lugar ao acomodamento do material lírico em formas mais brandas e às vezes mesmo ao retorno a formas tradicionais.

### A Cinza das Horas

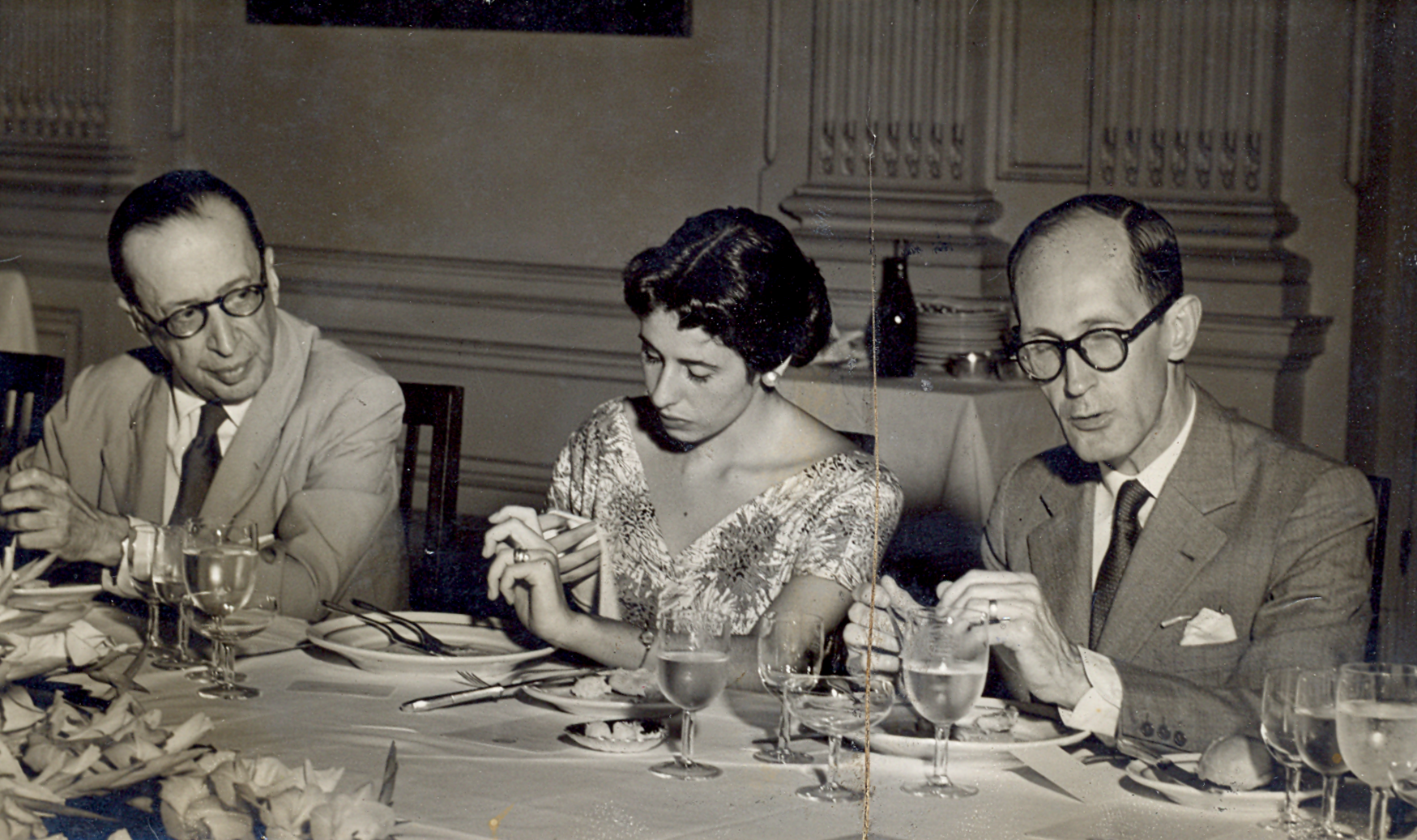
Manuel Bandeira e Carlos Drummond de Andrade, 1954. Arquivo Nacional.

A Cinza das Horas (1917), o primeiro livro do poeta traz 50 poemas, muitos deles são antológicos como, por exemplo, "Desencanto", "Chama e fumo", "Cartas de meu avô", "O inútil luar", "Solau do desamado", "Boda espiritual", "Renúncia". O livro é marcado pela estética parnasiana e simbolista, mesmo que alguns poemas já apontem para renovações como é o caso de "Paisagem Noturna". Muitos dos temas aqui apresentados serão trabalhados pelo poeta nos seus outros livros: a infância, a doença, o cotidiano, a solidão e a morte. 

### Carnaval
O segundo livro, Carnaval (1919), já traz poesias que esboçam a saída da atmosfera pesada de melancolia presente em "A Cinza das Horas", mesmo que num ou noutro poema ainda ela ressoe. O livro com 33 poemas traz uma diversidade de técnicas do verso como o uso de rimas toantes (Cf. "Confidência" e "Toante"), malabarismo de rimas (Cf. "A canção das lágrimas de Pierrot" e "Vulgívaga"), os primeiros ensaios de versos livres executados por Bandeira (Cf. "Debussy" e "Sonho de uma terça-feira gorda"), além do poema "Os sapos", sátira direcionada à poética parnasiana. Esse poema é fundamental para abrir caminho para a Semana de Arte Moderna, em 1922. Mesmo assim, o livro ainda traz resquícios das poéticas pré-modernistas, há sonetos, como o belíssimo "O súcubo", rondó e madrigal. 

### O Ritmo Dissoluto
Com seu terceiro livro, O Ritmo Dissoluto (1924), Manuel Bandeira prossegue no caminho de superação das estéticas pré-modernistas. Em "O Ritmo Dissoluto" há uma presença maior do verso livre, também ganham espaço os tipos, principalmente nas figuras do universo infantil, assim temos poemas como "Meninos carvoeiros", "Rua do sabão" e "Balõezinhos". Essa aproximação com os tipos e referências populares já estavam nos primeiros livros, mas em "O Ritmo Dissoluto" isso revela um movimento por parte do poeta para uma abertura para o mundo. A técnica de Bandeira se torna mais sofisticada, a fatura dos versos chega a sua essência como nos poemas "Noite morta", "Gesso" e "Estrada". O Ritmo Dissoluto é um livro que funciona como rito de passagem para a absorção cada vez maior da estética modernista. 

### Libertinagem

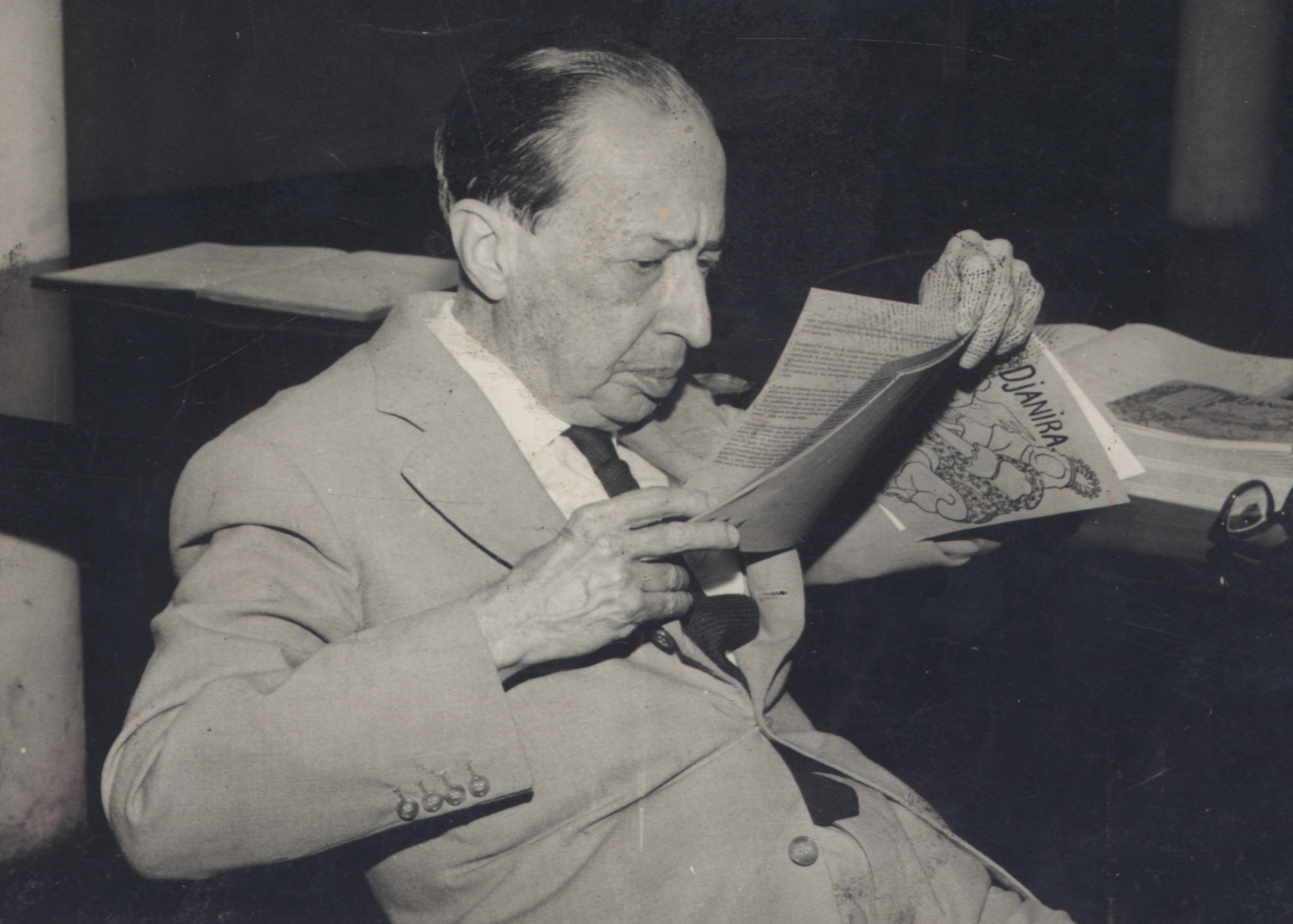
Manuel Bandeira em 1966.

Publicado num dos anos mais fecundos da poesia moderna e modernista brasileira, Libertinagem (1930) marca a presença forte da estética modernista: o poema "Poética" é um marco nesse sentido. Além disso, o livro traz poemas marcantes não só para a obra do poeta, mas importantes para a poesia brasileira até hoje. Poemas como "Cacto", "Pneumotórax", "Porquinho-da-Índia", "Evocação do Recife", "Poema tirado de uma notícia de jornal", "Profundamente" e "Vou-me embora pra Pasárgada", para ficar somente nesses, mostram a versatilidade da sua poesia. Em "Pneumotórax" a atitude do poeta frente à doença alcança um outro nível, a ironia é um meio importante para demostrar sua nova postura. "Evocação do Recife" é um canto de amor à sua terra natal como talvez poucas vezes um poeta já escreveu. "Vou-me embora pra Pasárgada" nos mostra o país de delícias, o local mágico em que tudo o que o "mau destino" lhe roubou é possível de acontecer, é o canto da liberdade ao máximo. Tudo isso confirma este livro como um dos mais importantes da poesia brasileira.
Em Libertinagem, talvez o mais celebrado dos livros de Bandeira, adotam-se formas modernistas, abandona-se a metrificação tradicional e acolhe-se o verso livre. Em grosso, é um livro menos personalista. Se os grandes temas nostálgicos cedem ao avanço modernista, não é somente porque os sufocam o desfile fulminante de imagens quotidianas e os esquetes celebratórios do modernismo, mas também porque é um princípio motor de sua obra o reencenar a luta dos dois momentos sentimentais da alegria e da tristeza. O cotidiano "brasileiro" aparece ali, realçando o júbilo evocatório, com o pitoresco popular que se assimila, por exemplo em 
Em "Evocação do Recife", ao tom triste e nostálgico, usa-se o diálogo anedótico para brindar fatos tão sórdidos quanto sua própria doença ("Pneumotórax"); a forma do esquete, favorável à apreensão imediata do objeto, funde-se, em "O Cacto", a um lirismo narrativo que se aperfeiçoará em sua poesia posterior. Tanto em "Libertinagem" como no restante de sua obra, a adoção da linguagem coloquial nem sempre será coroada de êxito. Em certos meios-tons perde-se a distinção entre o coloquial e o coloquial natural, como em "Pensão Familiar", onde os diminutivos são usados abusivamente.
Encontra-se colaboração da sua autoria na revista luso-brasileira Atlântico.

## Lista de obras

### Poesias
- A Cinza das Horas, 1917 (contém o poema "Cartas de Meu Avô)
- Carnaval, 1919
- O Ritmo Dissoluto, 1924
- Libertinagem, 1930 (contém os poemas "Evocação do Recife" e "Vou-me embora pra Pasárgada")
- Estrela da Manhã, 1936
- Lira dos Cinquent'anos, 1940
- Belo Belo, 1948
- Mafuá do Malungo, 1948
- Opus 10, 1952
- Estrela da tarde, 1960
- Estrela da Vida Inteira, 1968

### Prosas
- Crônica da Província do Brasil - Rio de Janeiro, 1936
- Guia de Ouro Preto, Rio de Janeiro, 1938
- Noções de História das Literaturas - Rio de Janeiro, 1940
- Autoria das Cartas Chilenas - Rio de Janeiro, 1940
- Apresentação da Poesia Brasileira -Rio de Janeiro, 1946; 2ª ed. Cosac Naify - São Paulo 2009
- Literatura Hispano-Americana - Rio de Janeiro, 1949
- Gonçalves Dias: biografia - Rio de Janeiro, 1952
- Itinerário de Pasárgada - Jornal de Letras, Rio de Janeiro, 1954
- De Poetas e de Poesia - Rio de Janeiro, 1954
- A Flauta de Papel - Rio de Janeiro, 1957
- Itinerário de Pasárgada - Livraria São José - Rio de Janeiro, 1957
- Andorinha, Andorinha - José Olympio - Rio de Janeiro, 1966
- Itinerário de Pasárgada - Editora do Autor - Rio de Janeiro, 1966
- Colóquio Unilateralmente Sentimental - Editora Record - Rio de Janeiro, 1968
- Seleta de Prosa - Nova Fronteira - Rio de Janeiro
- Crônicas da Província do Brasil - Ed. Cosac Naify - 2009
- Crônicas inéditas I - Ed. Cosac Naify - SP- 2009
- Crônicas inéditas II - Ed Cosac Naify - SP- 2009

### Antologias
- Antologia dos Poetas Brasileiros da Fase Romântica - Nova Fronteira, Rio de Janeiro
- Antologia dos Poetas Brasileiros da Fase Parnasiana - Nova Fronteira, Rio de Janeiro
- Antologia dos Poetas Brasileiros da Fase Moderna - Vol. 1, Nova Fronteira, Rio de Janeiro
- Antologia dos Poetas Brasileiros da Fase Moderna - Vol. 2, Nova Fronteira, Rio de Janeiro
- Antologia dos Poetas Brasileiros Bissextos Contemporâneos, Nova Fronteira, Rio de Janeiro
- Antologia dos Poetas Brasileiros - Poesia Simbolista, Nova Fronteira, Rio de Janeiro
- Antologia Poética - Editora do Autor, Rio de Janeiro, 1961
- Poesia do Brasil - Editora do Autor, Rio de Janeiro, 1963
- Os Reis Vagabundos e mais 50 crônicas - Editora do Autor, Rio de Janeiro, 1966
- Manuel Bandeira - Poesia Completa e Prosa, Ed. Nova Aguilar, Rio de Janeiro, 2009
- Antologia Poética (nova edição), Editora Nova Fronteira, 2001

### Em coautoria
- Quadrante 1 - Editora do Autor - Rio de Janeiro, 1962 (com Carlos Drummond de Andrade, Cecília Meireles, Dinah Silveira de Queiroz, Fernando Sabino, Paulo Mendes Campos e Rubem Braga)
- Quadrante 2 - Editora do Autor - Rio de Janeiro, 1963 (com Carlos Drummond de Andrade, Cecília Meireles, Dinah Silveira de Queiroz, Fernando Sabino, Paulo Mendes Campos e Rubem Braga)
- Quatro Vozes - Editora Record - Rio de Janeiro, 1998 (com Carlos Drummond de Andrade, Rachel de Queiroz e Cecília Meireles)
- Elenco de Cronistas Modernos - Ed. José Olympio - Rio de Janeiro (com Carlos Drummond de Andrade e Rubem Braga)
- O Melhor da Poesia Brasileira 1 - Ed. José Olympio - Rio de Janeiro (com Carlos Drummond de Andrade e João Cabral de Melo Neto)

### Traduções
- O Auto Sacramental do Divino Narciso de Sóror Juana Inés de la Cruz, 1949
- Maria Stuart, de Friedrich Schiller, encenado no Rio de Janeiro e em São Paulo, 1955
- Macbeth, de Shakespeare, e La Machine Infernale, de Jean Cocteau, 1956.
- As peças June and the Paycock, de Sean O'Casey, e The Rainmaker, de N. Richard Nash, 1957
- The Matchmaker (A Casamenteira), de Thornton Wilder, 1958
- Don Juan Tenorio, de José Zorrilla, 1960
- Mireille, de Frédéric Mistral, 1961
- Prometeu e Epimeteu de Carl Spitteler, 1962
- Der Kaukasische Kreide Kreis, de Bertolt Brecht, 1963
- O Advogado do Diabo, de Morris West, e Pena ela Ser o que é, de John Ford, 1964
- Os Verdes Campos do Eden, de Antonio Gala; A Fogueira Feliz, de J. N. Descalzo, e Edith Stein na Câmara de Gás de Frei Gabriel Cacho, 1965
- Macbeth, de Shakespeare. Ed. Cosac Naify, São Paulo-2009

### Seleção e organização
- Sonetos Completos e Poemas Escolhidos de Antero de Quental
- Obras Poéticas de Gonçalves Dias, 1944
- Rimas de José Albano, 1948
- Cartas a Manuel Bandeira, de Mário de Andrade, 1958

### Sobre o autor
- Homenagem a Manuel Bandeira, 1936
- Homenagem a Manuel Bandeira (edição fac-similar), 1986

1. Homenagem a Manuel Bandeira (sessenta autores)

- Bandeira a Vida Inteira - Edições Alumbramento, Rio de Janeiro, 1986 (com um disco contendo poemas lidos pelo autor).
- Os Melhores Poemas de Manuel Bandeira (seleção de Francisco de A. Barbosa) - Editora Global - Rio de Janeiro.
- Berimbau e outros poemas. Manuel Bandeira. Organização de Elias José. Ilustrações de Marie Louise Nery. 2ª ed. Rio de Janeiro: Nova Fronteira,1994.
- Manuel Bandeira: Uma Poesia da Ausência. De Yudith Rosebaum. São Paulo: Edusp/Imago, 1993.
- Humildade, paixão e morte. A poesia de Manuel Bandeira. De Davi Arrigucci Jr. São Paulo: Cia. das Letras, 2003.
- Manuel Bandeira. De Murilo Marcondes de Moura. São Paulo: Publifolha, 2001.
- Alusão feita ao poeta através do seu poema "Mulheres", que é declamado e tomado como índice do modernismo brasileiro, na conferência "Poesia Moderníssima do Brasil" (1930), realizada na Faculdade de Letras de Coimbra pelo professor Manoel de Souza Pinto.
- Para querer bem. Organização de Bartolomeu Campos de Queirós, 2005.
- Manuel Bandeira de Corpo Inteiro. De Stefan Baciu. Rio de Janeiro: José Olympio Editora, 1966.
- Mário de Andrade, Manuel Bandeira, Carlos Drummond de Andrade: Fotobiografias. Edições Alumbramento/Livroarte Editora, 2000.
- Testamento de Pasárgada: Antologia Poética. Organização e ensaios de Ivan Junqueira. 2ª. ed. Rio de Janeiro: Nova Fronteira, 2003.
- Manuel Bandeira: Visão Geral de sua Obra. De Giovanni Pontiero. Trad.: Terezinha de Jesus do Prado Galante. Rio de Janeiro: José Olympio, 1986.
- Manuel Bandeira: Seleta em Prosa e Verso. Organização Emanuel de Moraes. Rio de Janeiro: José Olympio, 1971.
- Manuel Bandeira: Libertinagem/Estrela da Manhã. Giulia Lanciani. São Paulo: ALLCA XX, 1998.

#### Multimídia
- Documentário O Poeta do Castelo, curta-metragem de Joaquim Pedro de Andrade,1959.
- CD Manuel Bandeira: O Poeta de Botafogo - Gravações inéditas feitas pelo poeta e por Lauro Moreira, tendo como fundo musical peças de Camargo Guarnieri, interpretadas pela pianista Belkiss Carneiro Mendonça, 2005.
- CD Estrela da Vida Inteira - gravação de Olívia Hime